# Ganabalia
Ganabalia là một chi bướm đêm thuộc phân họ Olethreutinae trong họ Tortricidae.

## Các loài
- Ganabalia planipes Diakonoff, 1975